# Vela nos Jogos Olímpicos de Verão de 2008 - Laser Radial
As regatas da classe Laser Radial feminina nos Jogos Olímpicos de Verão de 2008 aconteceram entre os dias 12 e 19 de agosto no Centro Internacional de Vela de Qingdao, China. 28 barcos competiram. Uma das dez regatas programadas foi cancelada devido às condições climáticas.

## Formato da competição
Em cada uma das nove primeiras regatas, os barcos recebem pontos de acordo com a sua colocação final (o vencedor recebe um ponto, o segundo recebe dois pontos etc). Ao final das nove regatas, o pior resultado de cada equipe foi descartado. Os dez barcos com menos pontos se classificaram para a "Medal Race" (Regata da Medalha). Essa regata vale o dobro dos pontos e seu resultado não pode ser descartado.

## Medalhistas
| Ouro   | USA Anna Tunnicliffe       |
| Prata  | LTU Gintarė Volungevičiūtė |
| Bronze | CHN Xu Lijia               |

## Resultados
A "Regata M" é a "Regata da Medalha", da qual só participam os dez primeiros colocados das regatas anteriores. Os resultados riscados foram descartados pelos velejadores.
| Pos. | Atleta                     | Regata | Regata | Regata | Regata | Regata | Regata | Regata | Regata | Regata | Regata | Pts. |
| Pos. | Atleta                     | 1      | 2      | 3      | 4      | 5      | 6      | 7      | 8      | 9      | M      | Pts. |
| ---- | -------------------------- | ------ | ------ | ------ | ------ | ------ | ------ | ------ | ------ | ------ | ------ | ---- |
|      | USA Anna Tunnicliffe       | 4      | 5      | 6      | 5      | 6      | 3      | 15     | 2      | 2      | 4      | 37   |
|      | LTU Gintarė Volungevičiūtė | 3      | 13     | 8      | 1      | 1      | 4      | 21     | 6      | 4      | 2      | 42   |
|      | CHN Xu Lijia               | 24     | 3      | 10     | 6      | 5      | 2      | 1      | 11     | 6      | 6      | 50   |
| 4    | AUS Sarah Blanck           | 6      | 11     | 7      | 19     | 4      | 12     | 8      | 1      | 5      | 8      | 62   |
| 5    | FRA Sarah Steyaert         | 11     | 1      | 21     | 3      | BFD    | 1      | 3      | 10     | 11     | 16     | 77   |
| 6    | SUI Nathalie Brugger       | 13     | 6      | 12     | 12     | 22     | 10     | 10     | 8      | 9      | 10     | 90   |
| 7    | NZL Jo Aleh                | 22     | 4      | 2      | 2      | 2      | 14     | 14     | 14     | 20     | 18     | 90   |
| 8    | BEL Evi Van Acker          | 1      | 10     | 16     | 10     | 12     | 6      | 12     | 4      | 18     | 20     | 91   |
| 9    | POL Katarzyna Szotyńska    | 5      | 21     | 11     | 24     | 21     | 5      | 2      | 20     | 12     | 12     | 109  |
| 10   | GBR Penny Clark            | 2      | 22     | 1      | 22     | 3      | 17     | 18     | 23     | 13     | 14     | 112  |
| 11   | CRO Mateja Petronijević    | 8      | 9      | 5      | 4      | 19     | 19     | 13     | 21     | 22     |        | 98   |
| 12   | ARG Cecilia Carranza       | 15     | 8      | 9      | 20     | 8      | 15     | 6      | DNS    | 23     |        | 104  |
| 13   | MEX Tania Elías Calles     | 27     | 25     | DNF    | 13     | 15     | 16     | 7      | 3      | 1      |        | 107  |
| 14   | SWE Karin Söderström       | 19     | 19     | 4      | 25     | 9      | 18     | OCS    | 5      | 8      |        | 107  |
| 15   | GER Petra Niemann          | 20     | 20     | 19     | 8      | BFD    | 7      | 4      | 17     | 14     |        | 109  |
| 16   | ISR Nufar Edelman          | 25     | 12     | 3      | 15     | 25     | 11     | 9      | 19     | 17     |        | 111  |
| 17   | CAN Lisa Ross              | 16     | 23     | 13     | 11     | 7      | 9      | OCS    | 25     | 7      |        | 111  |
| 18   | GRE Eftychia Mantzaraki    | 14     | 18     | 14     | 18     | 16     | 8      | 5      | 22     | 24     |        | 115  |
| 19   | FIN Tuula Tenkanen         | 10     | 16     | 25     | 21     | 17     | 20     | 20     | 9      | 15     |        | 119  |
| 20   | BLR Tatiana Drozdovskaya   | 12     | 24     | 17     | 17     | 10     | 22     | 11     | 15     | 26     |        | 119  |
| 21   | ITA Larissa Nevierov       | 17     | 15     | 22     | 9      | 11     | 13     | 16     | 24     | 21     |        | 124  |
| 22   | PAR Florencia Cerutti      | 28     | 2      | 23     | 23     | 26     | 25     | 17     | 7      | 19     |        | 125  |
| 23   | IRL Ciara Peelo            | 23     | 17     | 15     | 7      | 13     | 24     | 25     | 18     | 10     |        | 127  |
| 24   | ESP Susana Romero          | 18     | 7      | 20     | 14     | 20     | 21     | 19     | 13     | 16     |        | 127  |
| 25   | SIN Lo Man Yi              | 21     | 14     | 18     | 26     | 24     | 27     | 26     | 16     | 3      |        | 148  |
| 26   | PER Paloma Schmidt         | 9      | 26     | 27     | 28     | 14     | 26     | 22     | 12     | 27     |        | 163  |
| 27   | RUS Anastasia Chernova     | 7      | 28     | 26     | 16     | 18     | 23     | 24     | 26     | 28     |        | 168  |
| 28   | NOR Cathrine Gjerpen       | 26     | 27     | 24     | 27     | 23     | 28     | 23     | 27     | 25     |        | 202  |

- BFD – Desclassificação por bandeira preta
- OCS – Queimou a largada
- DNF – Não completou
- DNS – Não largou